# Centre rhénan d’archives et de recherches économiques
Le Centre rhénan d’archives et de recherches économiques, ou CERARE, est une structure créée en 1983 et disparue en 2009, dont la mission est la prise en charge des archives économiques et sociales menacées de destruction et leur valorisation. Le centre offre également des services de conseil et d’archivage aux entreprises. À sa disparition, les fonds d’archives sont transférés aux archives municipales de Mulhouse.

## Historique
À partir de 1976, Raymond Oberlé, directeur des Archives de Mulhouse, et Henri Gros, chef d’entreprise, commencent à sensibiliser les élus de la région mulhousienne à la question du patrimoine documentaire des entreprises locales. Celui-ci est en effet riche du fait de l’histoire industrielle de la région depuis le XVIIIe siècle, mais également fragile. Ils trouvent des appuis auprès de la Société industrielle de Mulhouse et de la chambre de commerce et d’industrie de Mulhouse, ce qui permet d’organiser en 1979 une journée d’étude sur les archives industrielles. Un groupe de travail sur les archives industrielles est mis en place dans la foulée. Il lance en 1980 une enquête auprès des entreprises de la région puis organise en juin 1981 un grand colloque sur ce thème.
Ces initiatives accroissent la visibilité du sujet, ce qui permet en 1982 l’attribution par l’intermédiaire de la charte culturelle d’Alsace d’une subvention de 370 000 ₣ pour mettre en place un centre d’archives. Afin d’assurer la gestion de la structure, l’université de Haute-Alsace, la Société industrielle de Mulhouse, la ville et la chambre des métiers de Mulhouse ainsi que les chambre du commerce et de l’industrie de Mulhouse, Colmar et Belfort fondent le 3 février 1983 une association de droit local.
L’aménagement des locaux débute le 12 novembre 1985 et ils sont inaugurés le 5 décembre 1986. Dans l’intervalle, deux personnes sont recrutées pour assurer son fonctionnement.

## Missions
Le CERARE a trois missions : la prise en charge des archives économiques menacées de destruction, la fourniture d’une offre d’archivage aux entreprises et une activité de formation et de sensibilisation de celles-ci à la gestion des archives.
La formation et l’accompagnement des entreprises prennent une place plus importante au cours des années 1980, les enquêtes ayant montré d’importantes lacunes dans la gestion des documents au sein des entreprises : stockage inadapté, absence de classement, manque de personnel qualifié, destructions fréquentes de documents d’intérêt historique. Les stages organisés ciblent les décideurs et traitent des aspects stratégiques, tandis que d’autres sont plus opérationnels et visent les secrétaires, généralement chargés de cette tâche dans les entreprises. Les formations sont également un moyen d’établir des contacts avec les entreprises afin d’obtenir le dépôt des fonds les plus intéressants sur le plan historique.

## Organisation
À la fondation en 1983, la gestion est assurée par un conseil d’administration dont le président est Henri Gros et le secrétaire général Jacques Herring, de la chambre de commerce et d’industrie de Mulhouse. Le contrôle scientifique et technique est assuré par les services des Archives départementales du Haut-Rhin et Territoire de Belfort, ainsi que par les Archives municipales de Colmar et Mulhouse. Le personnel comprend à partir de 1985 un poste de direction à temps plein et un poste de secrétaire à mi-temps.
Le budget prévisionnel de 1985 est de 320 000 ₣ en fonctionnement et 1 470 000 ₣ en investissement, dont 370 000 ₣ pour l’équipement. Les fonds proviennent en partie de subventions publiques : collectivités locales, principalement région Alsace et département du Haut-Rhin ; des ministères de la Culture, du Commerce et de l’artisanat, de la Recherche et de la technologie ; agences nationales comme la DATAR et l’agence pour la maîtrise de l’énergie. Des acteurs privés et associatifs contribuent également, notamment la Fondation de France et la Fondation Alliance, ainsi que la Chambre de commerce et d’industrie de Mulhouse, qui met à disposition les locaux, et la Société industrielle de Mulhouse, qui s’occupe des travaux d’aménagement des locaux.

## Fonds
Les collections du CERARE sont constituées de dépôts temporaires ou permanent réalisés par des entreprises ou, plus rarement, par des associations ou institutions liées au secteur industriel. Certains dépôts sont le fait de sociétés en activité, mais la plupart sont réalisés au moment ou après la liquidation de celles-ci. Le premier dépôt d’importance est celui de la société de vente de meubles Grollimund, fondée en 1872 et liquidée en mai 1986. Par la suite, le CERARE obtient également les archives de l’entreprise textile Scheidecker, des mines de potasse Kali Sainte-Thérèse.

## Locaux
Les locaux du CERARE sont inaugurés en décembre 1986. Ils comprennent un dépôt de 910 m2, dont 760 m2 de magasins équipés de rayonnages fixes permettant de stocker jusqu’à 3 500 mètres linéaires de documents. Les magasins sont maintenus à une température de 17°C et entre 55 % et 60 % d’humidité relative afin d’assurer la préservation des documents.
Le dépôt est complété par une salle polyvalente de 100 m2 servant à la fois de salle de lecture, d’exposition, de formation et de conférence.